# اندیس میسه چولی
میسه چولی یک اندیس فلزی است که در حوالی شهر آستارا استان گیلان قرار دارد و مادهٔ معدنی موجود در آن، مس است.  